# سیلتوگدو
سیلتوگدو شهری در شهرستان ایپلسه در استان بازگا در بورکینافاسوی مرکزی است و جمعیت آن ۳۸۹ نفر است.